# Pasi Kuala Asahan
Pasi Kuala Asahan is een bestuurslaag in het regentschap Aceh Selatan van de provincie Atjeh, Indonesië. Pasi Kuala Asahan telt 624 inwoners (volkstelling 2010).